# 交換日記
交換日記（こうかんにっき）とは、日記の一種。複数、又は1冊の日記帳を友人間などで共有し、順番に回して日記をつけたり相手へのメッセージを書き込んでいく行為のこと、またはその共有される日記帳自体をいう。

## 概要
文書により交互に相手へのメッセージを伝え合う行為は相聞歌や文通など古代より多数存在しており、交換日記の正確な発祥は定かではないが、松本清張の著書『刑影』内で菊池寛と渋谷彰が1900年代初頭に交換日記をしていたことがうかがえる。
自分のプライベートな生活や心情をつづった「日記」を他人と共有するという行為には、相手との関係をより深いものにするという意味がある。
若い女性同士で行われることが多く、1990年代には小学生から中学生の女子の間で流行した。
また、異性同士での交換日記は、恋愛関係の入口としてさまざまな物語で取り上げられている。
交換日記は日本独自の習慣とされ、『あずきちゃん』『最終兵器彼女』などの日本のアニメで初めて交換日記の存在を知ったという外国人も存在する。
また、日記の内容を他人と共有し、それについてのコメントをもらうという習慣は近年インターネット上で急速に普及したWeb日記やブログ、SNSにも共通点が見られ、パスワードを共有することによりオンラインで交換日記そのものができるウェブサービスも存在している。

## 関連作品
- 映画および映画化された作品
  - 『交換日記』（1963年5月26日、 日活配給）[1] - 1962年に出版された交換日記の『虹子と啓介の交換日記』（高山虹子、八木啓介）を原作としたもの。